# Cooper's Camp
Cooper's Camp é um cidade no distrito de Nadia, no estado indiano de Bengala Ocidental.

## Demografia
Segundo o censo de 2001, Cooper's Camp tinha uma população de 17 755 habitantes. Os indivíduos do sexo masculino constituem 51% da população e os do sexo feminino 49%. Cooper's Camp tem uma taxa de literacia de 65%, superior à média nacional de 59,5%: a literacia no sexo masculino é de 73% e no sexo feminino é de 58%. Em Cooper's Camp, 11% da população está abaixo dos 6 anos de idade.